# Bucznik (Beskid Śląski)
Bucznik (683 m n.p.m.) – szczyt w północnej części Beskidu Śląskiego, stanowiący zakończenie górskiego ramienia Wielkiej Polany w bocznym ramieniu Pasma Błatniej. Ramię to oddziela dolinę potoku Jasienica (na zachodzie) od doliny Kamiennego Potoku (na wschodzie). Wznosi się od wschodu nad Jaworzem Nałężem.
Bucznik jest całkowicie porośnięty lasem, w drzewostanie przeważa buk pospolity. Przez szczyt nie prowadzi żaden znakowany szlak turystyczny, dlatego nie ma on znaczenia turystycznego. Znajduje się w obrębie wsi Jaworze w województwie śląskim, w powiecie bielskim, siedziba gminy Jaworze.